# Suberites crelloides
Suberites crelloides är en svampdjursart som beskrevs av Marenzeller 1877. Suberites crelloides ingår i släktet Suberites och familjen Suberitidae. Inga underarter finns listade i Catalogue of Life.